# Трилогия о меченосцах
«Трилогия о меченосцах» (англ. Trilogy of Swordsmanship, кит. трад. 群英會, упр. 群英会, пиньинь Qún yīng huì, палл. Цюнь ин хуэй, буквально: «Сходка героев») — гонконгский драматический боевик, выпущенный в 1972 году. Состоит из трёх эпизодов-историй, снятых разными кинорежиссёрами.

## Сюжет
Эпизод 1: «Железный лук» (кит. трад. 鐵弓緣, упр. 铁弓缘, палл. Те гун юань)
Герой-одиночка Куан Чжун приезжает в городок, где местные жители подвергаются нападкам со стороны Ши Шаопэна, избалованного сына местного судьи. Парень пытается ухаживать за сопротивляющейся Чэнь Инъин, дочерью хозяйки гостиницы, на стене которой висит железный лук. Согласно воле покойного мужа старухи мужчина, который сможет натянуть тетиву лука и выстрелить из него, сможет взять в жёны Инъин. Приезжий Чжун оставляет позади сына судьи в этом вопросе, которого тот впоследствии обвиняет в бандитизме. Инъин со своей матерью и мальчиком-слугой встаёт на защиту Чжуна.
Эпизод 2: «Нарумяненная тигрица» (кит. 胭脂虎, палл. Янь чжи ху)
Бандит Пан Сюнь врывается в город в поисках Ши Чжунъюй, куртизанки, играющей на лютне, которой он одержим. В конце концов он вынужден задержаться в приёмной комнате, после чего получает отказ девушки, поскольку та влюблена в генерала Ван Ханъюя. Однако, когда Ханъюй игнорирует приказы начальства, чтобы больше времени проводить с возлюбленной, недовольный министр Ли Цзинжан приказывает его казнить. Чжунъюй вынуждена пойти против приказа министра, когда раскрывает, что большинство придворных также посещает её бордель. Она и её коллеги-куртизанки утверждают, что заслуживают такого же уважения, как и любой высокопоставленный чиновник, что находит понимание у почтенной матери министра. Чтобы спасти Ханъюя, Чжунъюй намеревается поймать разыскиваемого преступника Пан Сюня, предлагая свою голову в качестве компенсации министру, если она и её коллеги потерпят неудачу.
Эпизод 3: «Берег белой воды» (кит. трад. 白水灘, упр. 白水滩, палл. Бай шуй тань)
Несправедливо заключённый в тюрьму боец Сюй Шиин получает свободу от путешествующего конвоя благодаря группе бойцов во главе с сестрой Фэнъин. Простой фермер Му Юйцзи, владеющий боевыми искусствами, случайно натыкается и встревает в противостояние конвоиров со сторонниками заключённого. Узнав, кто такой заключённый и его соратники, Юйцзи помогает им спасти Шиина и спокойно уйти. Чиновник Ло Тяньи заманивает фермера в таверну, где парень теряет сознание. Теперь Шиин, Фэнъин и их люди приходят на помощь приговорённому к казни Юйцзи.

## В ролях
«Железный лук»
- Юэ Хуа[англ.] — Куан Чжун
- Ман Лён — Пёсик
- Гао Баошу — г-жа Чэнь
- Ши Сы[англ.] — Чэнь Инъин
- Тхинь Чхин — Ши Шаопэн
- Ян Сы — мастер из преступного мира

«Нарумяненная тигрица»
- Ло Ле — Пан Сюнь
- Цзинь Хань[англ.] — Ли Цзинжан
- Ли Сяоцун — генерал
- Лань Вэйле — генерал
- Лили Хо[англ.] — Ши Чжунъюй
- Цзун Хуа[кит.] — Ван Ханъюй
- Ван Пин[англ.] — Ши Чжунчжу
- Лю Уци — Цзиньхуа
- Гу Цюцинь — Иньхуа
- Ли Юньчжун — делец
- Чэнь Яньянь — г-жа Ли
- Цзян Лин — служанка
- Лёй Сань[кит.] — Чжуцин
- Эр Цюнь — бандит

«Берег белой воды»
- Ти Лун — Сюй Шиин
- Вон Чун[кит.] — Юцзе
- Чэнь Син — Жэнь Да
- Тан Яньцань — Тигр
- Ли Цзин — Сюй Фэнъин
- Чжэн Лэй — Хуа Фэнчунь
- Ян Сы — Ху Яньбао
- Ван Гуанъюй — Цинь Жэнь
- Дэвид Цзян — Му Юйцзи
- Ку Фэн — Ло Тяньи
- Вон Чхинхо — Сунь Жучжан
- У Чицинь — Гуань Шэн

## Съёмочная группа
- Режиссёры: Гриффин Юэ[англ.] («Железный лук»), Чэн Ган[фр.] («Нарумяненная тигрица»), Чжан Чэ («Берег белой воды»)
- Сценаристы: Гриффин Юэ («Железный лук»), И Вэнь, Чэн Ган («Нарумяненная тигрица»), Ху Бао («Берег белой воды»)
- Продюсер: Шао Жэньмэй[англ.]
- Композитор: Фрэнки Чань[англ.]
- Операторы: Пао Сюэли («Железный лук»), Джон Чю, У Чжохуа («Нарумяненная тигрица»), Гун Мудо («Берег белой воды»)

## Кассовые сборы
Премьера в кинотеатральном прокате Гонконга состоялась 11 мая 1972 года. Двенадцать дней на экранах кинотеатров принесли «трилогии» 1 062 847,4 HK$. По итогам 1972 года фильм по сумме, заработанной в прокате, расположился между двумя кинолентами Чжан Чэ — обогнал «Человека из железа», но уступил «Четырём всадникам».

## Критика
Эндрю Прагасам (The Spinning Image) описывает трилогию следующим образом: «в целом — два посредственных эпизода, увенчанных одним выдающимся, который действительно стоит когда-нибудь переделать в полнометражный фильм».
Борис Хохлов (hkcinema.ru) заключает, что фильм оставляет «смазанное и блеклое» впечатление и  «даже если не учитывать откровенно неудачный первый сюжет, в остальных двух слишком мало „мяса“, чтобы проект потянул на полноценное полнометражное кино».